# Zhao Yingying
Zhao Yingying, född 15 februari 1986, är en friidrottare från Kina. Hon deltog vid olympiska sommarspelen 2004.